# Leptoiulus liptauensis
Leptoiulus liptauensis är en mångfotingart som först beskrevs av Karl Wilhelm Verhoeff 1899.  Leptoiulus liptauensis ingår i släktet Leptoiulus och familjen kejsardubbelfotingar. Inga underarter finns listade i Catalogue of Life.